# Xumishangrottorna
Xumishangrottorna 须弥山石窟 (Xūmíshān shíkū), eller Mount Sumerugrottorna, ligger 40 km nordväst om Guyuan vid berget Sumeru i Ningxia i Kina och är en av Kinas tio mest kända grottor..
Xumishangrottorna inkluderar ca 150 olika grottor fördelade över en dryg kilometer på åtta olika platser längs bergets fot, och är från norr till söder listade nedan:
- Heishi Gou, 黑石沟
- Sange Yao, 三个窑
- Songshu Wa, 松树洼
- Taohua Dong, 桃花洞
- Xiangguo Si, 相国寺
- Yuanguang Si, 圆光寺
- Zisun Gong, 子孙宫
- Dafulou, 大佛楼

Totalt innehåller grottorna ca 350 skulpturer, inskriptioner och målningar med buddhistiska motiv. Ca 70 av grottorna innehåller skulpturer.
Grottorna byggdes under mitten och senare delen av Norra Weidynastin (386-528) och utökade under Suidynastin (581-618), Tangdynastin (618-907) och Mingdynastin (1368-1644).. Skulpturerna från Norra Weidynastin är i indisk buddhistisk stil. Skulpturerna från Songdynastin är grova och enkla i kontrast till de från Tangdynastin som utstrålar välgjord perfektionism som kännetecknar Tangdynastins konst.
Erosion, vind, jordbävningar och även plundringar har över tiden förstört mycket av Xumishangrottorna, men ca 20 grottor är fortfarande helt intakta i dag.